# Zelos
Zakłady Kineskopowe „Zelos” w Piasecznie oraz Zakłady Lamp Oscyloskopowych Zelos – zakłady przemysłu elektronicznego w Piasecznie.
Zakłady te zajmowały się produkcją lamp elektronowych, kineskopów monochromatycznych, np. A40-190W wykorzystywanych do produkcji telewizorów czarno-białych (głównymi odbiorcami produktów były WZT w Warszawie oraz gdański Unimor) oraz oscyloskopów. Dodatkowo produkowano tutaj drobne urządzenia elektroniczne.
W latach 70. i 80. zakłady Zelos należały do Zjednoczenia Przemysłu Elektronicznego Unitra.